# Bloody Mary (folclore)
Bloody Mary è un personaggio del folclore del mondo occidentale. A seconda delle diverse versioni della storia, può venire rappresentata come fantasma o strega, ed evocata per rivelare il futuro o terrorizzare e, talvolta, uccidere chi l'evoca. La leggenda racconta che attraversa gli specchi per raggiungere gli essere umani. Generalmente si dice che si presenti sporca di sangue.

## Panoramica
Nel folclore "Bloody Mary" è un gioco in cui l'omonimo spirito appare se evocato di fronte a uno specchio nel corso di uno specifico rituale che differisce a seconda delle versioni.
Le prime testimonianze di questa forma di catottromanzia risale agli inizi del XX secolo, quando tra le giovani si diffonde l'usanza di osservare uno specchio nella notte con la sola luce di una candela per poter vedere il volto del futuro marito. Tuttavia sarebbe stato possibile anche 
il volto di una strega o della morte personificata, simbolo di sventura.
L'attuale versione più accreditata della storia prevede invece che il nome del personaggio debba essere invocato un numero specifico di volte di fronte a uno specchio in una stanza illuminata solo da candele (anche qui il numero può cambiare), di solito a mezzanotte.
Secondo alcuni la donna nello specchio predice il futuro o il giorno della morte dell'evocatore; quasi tutte le varianti avvertono di non guardare mai Bloody Mary direttamente e di interagire solo attraverso il suo riflesso. Di solito, chi rompe questo taboo viene ucciso dall'apparizione.
Le leggende più popolari su di lei sono quelle dell'America del Nord, le quali si riferiscono a Mary come una ragazza morta in un incidente d'auto, o una ragazza sepolta viva dal padre che sospettava una malattia, per evitarne la diffusione.
In alcune storie Bloody Mary viene descritta come una bambina-assassina che ha vissuto nella città dove la leggenda è nata anni fa; altre versioni riportano il dettaglio dell'apparizione come donna in stato di gravidanza o accompagnata da un neonato.
Nel corso del tempo la figura leggendaria ha incorporato elementi storici della figura di Maria I d'Inghilterra, divenuta regina dopo la morte del fratello Edoardo VI, che fu così soprannominata per il suo violento tentativo di riportare l'Inghilterra tra le nazioni cattoliche; anche il legame con la gravidanza e/o la maternità potrebbe riportare a questa comunanza con il personaggio storico, la cui vita è stata accompagnata da aborti spontanei e false gravidanze.

## Spiegazione scientifica
Secondo un articolo pubblicato da Giovanni Caputo il fenomeno è dovuto all'illusione di estraneità provocata dall'osservazione prolungata di un volto allo specchio in condizioni di scarsa illuminazione. Le caratteristiche facciali possono "fondersi, distorcersi, sparire e ruotare, mentre possono apparire altri elementi allucinatori, come volti estranei o animaleschi". Secondo Caputo questo fenomeno è una conseguenza del "dissociative identity effect", che fa sì che il sistema di riconoscimento facciale del cervello sbagli secondo meccaniche ancora non identificate. Altre possibili spiegazioni includono illusioni attribuite in parte all'effetto Troxler o a episodi di autoipnosi. 

## Riferimenti culturali
La leggenda di Bloody Mary è servita come ispirazione per film e serie televisive che trattavano il soprannaturale. Per esempio: 
- I film della serie di Candyman ruotano su una leggenda ispirata a Bloody Mary; il killer titolare si può invocare pronunciando il suo nome per cinque volte davanti a uno specchio. In seguito è stato parodiato nella serie di South Park, nell'episodio Inferno sulla Terra 2006, dove il rapper Biggie Smalls è colui che viene invocato se si ripete il suo nome per tre volte davanti a uno specchio.
- Nel film Beetlejuice - Spiritello porcello di Tim Burton, il personaggio titolare è un fantasma "bio-esorcista" (cioè che scaccia gli umani che infastidiscono altri fantasmi) che si può invocare e mandare via pronunciando il suo nome ad alta voce per tre volte.
- È stata usata dal Telefilm Ghost Whisperer - Presenze nell'episodio 3x02 e in Supernatural nella 1x05.
- È stata usata anche come filo conduttore per la trama del film Urban Legend 3 e per Mary.
- Bloody Mary, singolo della cantante statunitense Lady Gaga, parla di una metafora su Maria Maddalena, considerata come "sia umana sia dea".
- Il film Paranormal Activity 3 utilizza la leggenda di Bloody Mary.
- Nell'episodio 18 della seconda stagione del telefilm "Streghe", intitolato "Mondo di celluloide", compare Bloody Mary.
- Nel videogioco Devil May Cry appaiono delle marionette di colore rosso chiamate Bloody Mary.
- Nel videogioco Terranigma, Bloody Mary è la regina di Spagna che imprigiona Colombo colpevole di aver fatto morire i suoi tre figli in mare.
- Negli episodi 21-22 di The Haunting Hour, la protagonista e le sue due amiche evocano Bloody Mary, qui chiamata "Scary Mary" .
- In un episodio di American Dad!, Roger invoca Bloody Mary davanti ad uno specchio in un bagno pubblico.
- In Infamous: Festival of Blood il nemico principale di Cole Mcgrath è proprio Bloody Mary sotto le sembianze di una vampira.
- Nel videogioco The Wolf Among Us è una collaboratrice di Crooked Man: appare come una donna sadica e mentalmente disturbata capace di potersi spostare attraverso qualsiasi oggetto che abbia la capacità di riflettere, nella sua vera forma si presenta con vari pezzi di specchio conficcati nel corpo ed è in grado di generare varie copie di se stessa.
- In una puntata di Doraemon Suneo parla di Bloody Mary, rappresentata come una presenza chiusa in un bagno dove, se qualcuno bussa alla porta, si sente una voce provenire dal bagno e quando si apre la porta in realtà nel bagno non c'è nessuno.
- In un episodio di Regular Show, dal titolo Parola bloccata, Rigby evoca una sua versione mostruosa in modo simile a Bloody Mary, aggiungendo però dei passaggi, come scrivere il proprio nome.
- In un episodio di Teen Titans Go!, Cyborg viene obbligato dai suoi compagni a superare la paura del buio affrontando Scary Terry (altro modo per intendere Bloody Mary). Nonostante tutto l'impegno dimostrato dai Titans, Cyborg ha paura ancora del buio.
- Nell'album della band New Years Day del 2013 Victim to villain è contenuta una canzone riguardante la leggenda di Bloody Mary, intitolata appunto "Bloody Mary".
- "Bloody Mary" è il titolo di un episodio presente nella seconda stagione di American Horror Stories, del 2022, prodotta da Ryan Murphy. Tratta la leggenda attraverso la storia di quattro ragazze che la invocano durante un rituale.
- Personaggio del gioco di carte skirmish Unmatched 2nd season